# إكسيد غيمز
إكس سيد غيمز (بالإنجليزية: Xseed Games)‏ ، هي شركة ألعاب فيديو أمريكية، أسست عام 2004م في تورانس، كاليفورنيا، وجددت التأسيس عام 2013م تحت إسم مارفيلوس ليو إس أيه، وقد كانت تابعة لآيه كيو إنتراكتيف حتى عام 2011، أشهر ألعابها كانت نو مور هيروز.

## وصلات خارجية
- Marvelous USA website
- XSEED Games website
- XSEED JKS, Inc website